# Inscrições de Tariate
As inscrições de Tariate aparecem numa estela encontrada perto do Rio Hoid Terhyin no distrito de Doloon Mod, na província de Arkhangai, Mongólia. A estela foi erigida por Baianchur Cã do Canato Uigur na metade do século VIII (estima-se entre 753 e 760).

## Descoberta
Os arquelogistas já sabiam da existência desta estela porque era mencionada noutra estela uigur encontrada em 1909. Mas levaram 47 anos para descobrir e desenterrar a estela; finalmente sendo encontrada pelo arqueologista mongol T. Dorjsuren em 1956. Os achados estão agora expostos no Instituto Mongol de Arqueologia em Ulã Bator.

## Uigures
O Canato Uigur substituiu o Canato Túrquico na Ásia Central em 745. O seu fundador era Cutluque Bilgue Col (745-747). Diferentemente dos seus predecessores, eram aliados da dinastia Tangue e no começo do canato os cãs apoiaram o imperador chinês contra o general revoltoso An Lushan. Em 848 foram derrotados pelos quirguizes e foram forçados a mover-se a leste até Gansu e o Sinquião (também chamado Turquestão oriental), regiões da China moderna.

## A Estela
A estela foi erigida num plinto e é feita de granito cinza ligeiro. Há trinta linha de texto escritas em cada lado da estela em antigo turcomano usando o alfabeto de Orcom (runas túrquicas) as quais também usadas nos famosos Monumentos de Khöshöö Tsaidam de Bilgue Cã e o seu irmão Cul Tiguim do Canato Túrquico em 732 e 735. O narrador é Baianchur Cã do Canato Uigur, o qual reinou entre 747-759.

## A narrativa
Baianchur Cã chama-se a si mesmo como "grão-cã Bilgue eletmixe (El etmixe Bilge Kagan). De acordo com inscrições que aparecem nos lado leste da lousa, durante o interregno que sucedeu à morte do seu pai, Baianchu lutou contra tribos apoiando o seu irmão mais velho Tai Bilgue Tutuque (Tay Bilge Tutuk). Entre estas tribos, os tártaros parecem ter sido o inimigo mais importante, dado que os seus nomes são mencionados várias vezes. Na outra face é contada brevemente a história dos povos turcomanos. É notável que os nomes de Bumim Cã e Sizábulo do Canato Turcomano estejam também mencionados, isto pode significar que a tomada de poder dos uigures foi vista como um mero golpe de estado; possivelmente devido a que tinham a mesma língua.